# Éored
(Il Signore degli Anelli, Le due torri, op. cit. p. 41)
Éored è un termine di origine anglosassone usato dallo scrittore inglese J. R. R. Tolkien per il ciclo fantasy della Terra di Mezzo. Nei romanzi indica un corpo della cavalleria Rohirrim.

## L'organizzazione militare Rohirrim

Un cavallo bianco su campo verde: la bandiera del Rohan

Durante il periodo della Guerra dell'Anello Rohan (chiamato La Marca dai suoi abitanti), era organizzato militarmente in tre zone territoriali distinte: la Marca Occidentale, la Marca Orientale e il distretto di Edoras. Il comando dell'esercito spettava al Re e ai suoi luogotenenti, chiamati Marescialli delle Marche, che erano in numero di tre. Il Primo Maresciallo comandava la Rassegna di Edoras e aveva al suo comando diretto l'éored. principale, chiamato La Compagnia del Re, composto dai cavalieri della casa del Re. Il Secondo e il Terzo Maresciallo comandavano le Rassegne delle due Marche, occidentale e orientale.

In tempo di guerra o di grave pericolo, ogni Maresciallo aveva al suo comando diretto un éored completo in formazione da battaglia, acquartierato alla sua residenza.

Le gerarchie di comando cambiarono al termine della Guerra dell'Anello, quando Re Éomer abolì la denominazione di Secondo e Terzo Maresciallo, sostituendole con Maresciallo della Marca Occidentale e Maresciallo della Marca Orientale, e attribuendo loro un pari grado.
Inquadramento degli éored nelle Gerarchie Militari del Rohan (anno 3019 T.E.):
|  |  |  |  |  |  |  |  |                                                                       |                                                                       |                                                                       |                                                                       | Re del Rohan L'éoherë, l'intera Rassegna del Rohan                     |                                                                       |                                  |                                  |                                                                   |                                                                   |                                                                   |                                                                   |                                                                   |                                                                   |  |  |                                  |                                  |                                  |                                  |                                  |                                  |  |  |  |  |  |  |  |  |  |  |  |  |  |  |  |  |  |  |  |  |
|  |  |  |  |  |  |  |  |                                                                       |                                                                       |                                                                       |                                                                       |                                                                        |                                                                       |                                  |                                  |                                                                   |                                                                   |                                                                   |                                                                   |                                                                   |                                                                   |  |  |                                  |                                  |                                  |                                  |                                  |                                  |  |  |  |  |  |  |  |  |  |  |  |  |  |  |  |  |  |  |  |  |
|  |  |  |  |  |  |  |  |                                                                       |                                                                       |                                                                       |                                                                       | Viceré                                                                 |                                                                       |                                  |                                  |                                                                   |                                                                   |                                                                   |                                                                   |                                                                   |                                                                   |  |  |                                  |                                  |                                  |                                  |                                  |                                  |  |  |  |  |  |  |  |  |  |  |  |  |  |  |  |  |  |  |  |  |
|  |  |  |  |  |  |  |  |                                                                       |                                                                       |                                                                       |                                                                       |                                                                        |                                                                       |                                  |                                  |                                                                   |                                                                   |                                                                   |                                                                   |                                                                   |                                                                   |  |  |                                  |                                  |                                  |                                  |                                  |                                  |  |  |  |  |  |  |  |  |  |  |  |  |  |  |  |  |  |  |  |  |
|  |  |  |  |  |  |  |  |                                                                       |                                                                       |                                                                       |                                                                       | Maresciallo della Rassegna di Edoras "Primo Maresciallo della Marca"   |                                                                       |                                  |                                  |                                                                   |                                                                   |                                                                   |                                                                   |                                                                   |                                                                   |  |  |                                  |                                  |                                  |                                  |                                  |                                  |  |  |  |  |  |  |  |  |  |  |  |  |  |  |  |  |  |  |  |  |
|  |  |  |  |  |  |  |  |                                                                       |                                                                       |                                                                       |                                                                       | Primo éored "la Compagnia del Re"                                      |                                                                       |                                  |                                  |                                                                   |                                                                   |                                                                   |                                                                   |                                                                   |                                                                   |  |  |                                  |                                  |                                  |                                  |                                  |                                  |  |  |  |  |  |  |  |  |  |  |  |  |  |  |  |  |  |  |  |  |
|  |  |  |  |  |  |  |  |                                                                       |                                                                       |                                                                       |                                                                       |                                                                        |                                                                       |                                  |                                  |                                                                   |                                                                   |                                                                   |                                                                   |                                                                   |                                                                   |  |  |                                  |                                  |                                  |                                  |                                  |                                  |  |  |  |  |  |  |  |  |  |  |  |  |  |  |  |  |  |  |  |  |
|  |  |  |  |  |  |  |  |                                                                       |                                                                       |                                                                       |                                                                       | Capitani della Rassegna di Edoras "gli éored della Rassegna di Edoras" |                                                                       |                                  |                                  |                                                                   |                                                                   |                                                                   |                                                                   |                                                                   |                                                                   |  |  |                                  |                                  |                                  |                                  |                                  |                                  |  |  |  |  |  |  |  |  |  |  |  |  |  |  |  |  |  |  |  |  |
|  |  |  |  |  |  |  |  |                                                                       |                                                                       |                                                                       |                                                                       |                                                                        |                                                                       |                                  |                                  |                                                                   |                                                                   |                                                                   |                                                                   |                                                                   |                                                                   |  |  |                                  |                                  |                                  |                                  |                                  |                                  |  |  |  |  |  |  |  |  |  |  |  |  |  |  |  |  |  |  |  |  |
|  |  |  |  |  |  |  |  |                                                                       |                                                                       |                                                                       |                                                                       |                                                                        |                                                                       |                                  |                                  |                                                                   |                                                                   |                                                                   |                                                                   |                                                                   |                                                                   |  |  |                                  |                                  |                                  |                                  |                                  |                                  |  |  |  |  |  |  |  |  |  |  |  |  |  |  |  |  |  |  |  |  |
|  |  |  |  |  |  |  |  | Maresciallo della Marca Occidentale "Secondo Maresciallo della Marca" | Maresciallo della Marca Occidentale "Secondo Maresciallo della Marca" | Maresciallo della Marca Occidentale "Secondo Maresciallo della Marca" | Maresciallo della Marca Occidentale "Secondo Maresciallo della Marca" | Maresciallo della Marca Occidentale "Secondo Maresciallo della Marca"  | Maresciallo della Marca Occidentale "Secondo Maresciallo della Marca" |                                  |                                  | Maresciallo della Marca Orientale "Terzo Maresciallo della Marca" | Maresciallo della Marca Orientale "Terzo Maresciallo della Marca" | Maresciallo della Marca Orientale "Terzo Maresciallo della Marca" | Maresciallo della Marca Orientale "Terzo Maresciallo della Marca" | Maresciallo della Marca Orientale "Terzo Maresciallo della Marca" | Maresciallo della Marca Orientale "Terzo Maresciallo della Marca" |  |  |                                  |                                  |                                  |                                  |                                  |                                  |  |  |  |  |  |  |  |  |  |  |  |  |  |  |  |  |  |  |  |  |
|  |  |  |  |  |  |  |  | Maresciallo della Marca Occidentale "Secondo Maresciallo della Marca" | Maresciallo della Marca Occidentale "Secondo Maresciallo della Marca" | Maresciallo della Marca Occidentale "Secondo Maresciallo della Marca" | Maresciallo della Marca Occidentale "Secondo Maresciallo della Marca" | Maresciallo della Marca Occidentale "Secondo Maresciallo della Marca"  | Maresciallo della Marca Occidentale "Secondo Maresciallo della Marca" | éored della Casa del Maresciallo | éored della Casa del Maresciallo | éored della Casa del Maresciallo                                  | éored della Casa del Maresciallo                                  | éored della Casa del Maresciallo                                  | éored della Casa del Maresciallo                                  | Maresciallo della Marca Orientale "Terzo Maresciallo della Marca" | Maresciallo della Marca Orientale "Terzo Maresciallo della Marca" |  |  | éored della Casa del Maresciallo | éored della Casa del Maresciallo | éored della Casa del Maresciallo | éored della Casa del Maresciallo | éored della Casa del Maresciallo | éored della Casa del Maresciallo |  |  |  |  |  |  |  |  |  |  |  |  |  |  |  |  |  |  |  |  |
|  |  |  |  |  |  |  |  |                                                                       |                                                                       |                                                                       |                                                                       |                                                                        |                                                                       | éored della Casa del Maresciallo | éored della Casa del Maresciallo | éored della Casa del Maresciallo                                  | éored della Casa del Maresciallo                                  | éored della Casa del Maresciallo                                  | éored della Casa del Maresciallo                                  |                                                                   |                                                                   |  |  | éored della Casa del Maresciallo | éored della Casa del Maresciallo | éored della Casa del Maresciallo | éored della Casa del Maresciallo | éored della Casa del Maresciallo | éored della Casa del Maresciallo |  |  |  |  |  |  |  |  |  |  |  |  |  |  |  |  |  |  |  |  |
|  |  |  |  |  |  |  |  | Capitani della Marca Occidentale "gli éored della Marca Occidentale"  | Capitani della Marca Occidentale "gli éored della Marca Occidentale"  | Capitani della Marca Occidentale "gli éored della Marca Occidentale"  | Capitani della Marca Occidentale "gli éored della Marca Occidentale"  | Capitani della Marca Occidentale "gli éored della Marca Occidentale"   | Capitani della Marca Occidentale "gli éored della Marca Occidentale"  |                                  |                                  | Capitani della Marca Orientale "gli éored della Marca Orientale"  | Capitani della Marca Orientale "gli éored della Marca Orientale"  | Capitani della Marca Orientale "gli éored della Marca Orientale"  | Capitani della Marca Orientale "gli éored della Marca Orientale"  | Capitani della Marca Orientale "gli éored della Marca Orientale"  | Capitani della Marca Orientale "gli éored della Marca Orientale"  |  |  |                                  |                                  |                                  |                                  |                                  |                                  |  |  |  |  |  |  |  |  |  |  |  |  |  |  |  |  |  |  |  |  |

## Definizione di éored
Il termine éored è di derivazione anglosassone, contenente il suffisso eo, cioè "cavallo", e un secondo termine derivante da rád, ossia "cavalcante". L'éored era il corpo di base della cavalleria di Rohan, era composto da soldati addestrati ed equipaggiati, che potevano servire il Re sia in leva temporanea che permanente. Come si legge in uno scritto di Tolkien, In origine non era formata da un numero fisso di uomini; un raggruppamento cospicuo di cavalieri perfettamente addestrati, formanti un gruppo unitario che partecipassero a un'azione di guerra o a una esercitazione, poteva costituire un éored.
Le cose cambiarono con la rinascita e la riorganizzazione militare del Rohan sotto Re Folcwine, circa un centinaio di anni prima della Guerra dell'Anello. Venne stabilito che un éored completo e in assetto da battaglia fosse composto da non meno di 120 cavalieri, compreso il loro capitano, e che ogni éored fosse la centesima parte della rassegna completa della Marca, a esclusione dei cavalieri della Casa del Re.
L'éored era sotto il comando diretto di un capitano, e ogni capitano come si è visto, era agli ordini del proprio Maresciallo. Durante i trasferimenti al galoppo la formazione dell'Eoerd aveva il suo capitano in testa al gruppo, mentre la restante schiera formava una lunga fila con i cavalieri appaiati a due a due.

## Dotazioni e equipaggiamento
Un cavaliere di un éored disponeva di un equipaggiamento che possiamo in parte conoscere da una semplice descrizione data da Tolkien.
- Cotta di maglia brunita lunga fino alle ginocchia.
- Elmo leggero.
- Cinta e spada lunga.
- Scudo dipinto legato alle spalle.
- Lancia lunga di legno di frassino.
- Arco e frecce (solo una parte dei cavalieri).

## Cavalli e Cavalieri
I cavalieri del Rohan erano i migliori cavalieri della Terra di Mezzo, altrettanto famosi e ammirati erano i loro destrieri, un caso veramente particolare nell'universo Tolkieniano di perfetta affinità tra un intero popolo e un suo animale; una schiera di Rohirrim a cavallo era in grado di eseguire manovre fulminee e sorprendentemente agili, il tutto all'unisono e in perfetta coordinazione. Esempi di tale destrezza non mancano nelle pagine che Tolkien dedica a questo popolo.

## Éoherë
La Rassegna completa di tutta la cavalleria veniva chiamata éoherë, comprendeva quindi tutti gli éored di tutte le Marche del Rohan sommati assieme. Si stima che sotto Re Théoden, prima degli attacchi da parte di Saruman, Rohan potesse disporre di circa 12000 cavalieri in armi, costituenti un éoherë completo.

Il termine ha la stessa derivazione di éored, mentre la parte finale della parola, herë sta a significare "oste, esercito".

## Citazioni di éored e éoherë nel ciclo della terra di mezzo
(Il Signore degli Anelli, Le due torri, op. cit. p. 50)
Nel secondo volume del Signore degli Anelli, Le due torri, Éomer all'inseguimento di una banda di Orchi, è al comando di un éored completo. Quando Legolas lo avvista ne stima il numero in 105 cavalieri, come spiegherà poi Éomer 15 uomini erano caduti durante lo scontro con gli Orchi.
L'éored in questione era quello della casa del Maresciallo della Marca Orientale, in quanto Éomer deteneva quel titolo.

Ne Il Signore degli Anelli, Il ritorno del re, vengono citati l'éored del maresciallo Elfhelm, a cui appartenevano Dernhelm e Merry, e la prima éored della Compagnia del Re, guidata da Éomer.

Nei Racconti incompiuti, viene nominata la grande éored guidata da Re Marhwini contro i Carrieri, e l'éored di Eorl mentre scortava fino alle rive del Mering il Sovrintendente di Gondor Cirion.
Troviamo la prima Rassegna completa dell'esercito di Rohan nel sopracitato Racconti incompiuti, con il grande éoherë di Eorl il Giovane composto da circa 7000 cavalieri diretti in soccorso di Cirion.
La seconda discesa in campo di battaglia dell'éoherë si ritrova ne Il ritorno del re, quando re Théoden riesce a radunare 10,000 lance, delle quali però solo 6,000 partiranno alla volta di Gondor; si tratta forse il più grande schieramento di soldati Rohirrim dopo la cavalcata di Eorl. In quella occasione Théoden si riunirà con i suoi Marescialli e Capitani a Clivovalle e lì tennero un Consiglio per pianificare le successive azioni di guerra.